# Kirill Nikolajewitsch Lewnikow
Kirill Nikolajewitsch Lewnikow (russisch Кирилл Николаевич Левников; * 11. Februar 1984 in Leningrad) ist ein russischer Fußballschiedsrichter.

## Karriere
Bereits Lewnikows Vater Nikolai war Fußballschiedsrichter und unter anderem bei der Weltmeisterschaft 1998 im Einsatz.
Kirill Lewnikow gab sein Debüt in der ersten russischen Liga am 13. April 2014 bei einem 0:2 zwischen Rubin Kasan und Kuban Krasnodar. Im Laufe der Saison folgte dann mit einem 1:0 zwischen Spartak Moskau und Amkar Perm am 10. Mai noch ein zweiter Einsatz. Seitdem hatte er bis heute in jeder Saison der Liga mindestens sieben Einsätze gehabt. Zuvor wurde er bereits seit Juli 2012 in der zweiten als auch in der dritten russischen Liga eingesetzt.
Seinen ersten Einsatz als Hauptschiedsrichter im internationalen Rahmen hatte Lewnikow am 21. Januar 2012 bei einem 7:3 Freundschaftsspiel zwischen den U-21-Mannschaften von Russland und Kasachstan. Im Bereich der Länderspiele sammelte er bei Partien in der Qualifikationsphase von U-17, U-19 und U-21 Mannschaften für die jeweiligen Europameisterschaften Einsätze. Sein erstes Länderspiel zwischen A-Mannschaften leitete Lewnikow am 12. Juni 2017 bei einem Freundschaftsspiel zwischen Lettland und Estland (1:2). In derselben Saison kam er in der Qualifikation für die UEFA Europa League zum Einsatz.
Bei Pflichtspielen zwischen A-Mannschaften kam Lewnikow am 26. März 2019 erstmals beim 6:0 von Italien über Liechtenstein zum Einsatz. Bei seinem ersten Einsatz in der UEFA Nations League traf er am 10. Oktober 2020 erneut auf Liechtenstein, welches mit 0:1 gegen Gibraltar unterlag. Bei diesem Spiel stellte Lewnikow mit elf gelben Karten auch einen persönlichen Rekord in A-Länderspielen auf.